# Ladányi Ármin
Ladányi Ármin, születési és 1898-ig használt nevén Lusztig Ármin (Jászladány, 1881. május 4. – Budapest, 1973. szeptember 17.) magyar ügyvéd, lapszerkesztő. Ladányi Szeréna (1884–1940) pedagógus bátyja.

## Életpályája
Lusztig László (1854–1941) és Lampel Cecília (1860–1942) gyermekeként született zsidó családban. Középiskolai tanulmányait a VII. kerületi Magyar Királyi Állami Főgimnáziumban végezte, majd a Budapesti Tudományegyetem Jog- és Államtudományi Karának hallgatója lett. 1897-ben az MSZDP tagja lett. Ügyvédjelölt Eötvös Károly irodájában. 1900-ban közreműködött az MSZDP és a Népszava jogi tanácsának és az Ügyvédek Országos Egyesületének megalapításában. 1903-ban részt vett a Nőmunkás Egyesület létrehozásában és a nőmunkások első országos értekezletének összehívásában. 1905-től ügyvéd volt Budapesten. 1905-ben megalapította és szerkesztette a Nőmunkás című lapot, elindította és szerkesztette az Ifjúmunkás című lapot. 1910-ben szorgalmazta a Munkás Termelő- és Fogyasztási Szövetkezet megalapítását. 1916-ban Czóbel Ernővel létrehozta a Városi Alkalmazottak Szakszervezetét (VAOSZ), melynek 1917-től elnöke volt. A Tanácsköztársaság bukása után (1919) baloldali magatartása miatt 1920-ban Bécsbe emigrált. 1934-ben kiutasították Ausztriából, hazatért és Budapesten folytatta ügyvédi működését. Az 1944. évi kényszerszünet után 1945-től ismét ügyvédként dolgozott. 1945–1949 között budapesti törvényhatósági bizottsági tag volt. 1946–1948 között a Magyar Jog szerkesztője volt. 1950-ben koholt vádak alapján letartóztatták s 12 évi börtönre ítélték, 1955-ben rehabilitálták. 1965-ig, nyugdíjazásáig ügyvédi működését munkaközösségben folytatta.
A Községi Munkás című lap alapítója és szerkesztője volt. Főként a munkások érdekvédelmét, a kommunisták ellen indított bűnügyekben a védői tisztet látta el. Újjászervezte a Szabadság Munkásképző Egyesületet. A Budapesti Ügyvédi Tanács, majd a Budapesti Ügyvédi Kamara elnöke volt. Alapító elnöke volt a Magyar Jogászok Szabad Szakszervezetének.
Felesége Fóti Sára (1888–1981) volt. Fiuk Ladányi Tamás (1914–1940), lányaik Ladányi Veronika és dr. Ladányi Anna.
Sírja a Kozma utcai izraelita temetőben található.

## Művei
- Magyar Jog magánjogi és eljárásjogi döntvénytára (Budapest, 1948)